# Euproctoides
Euproctoides este un gen de molii din familia Lymantriinae.